# Patrick Dewaere
Patrick Dewaere, vlastním jménem Patrick Jean-Marie Henri Bourdeaux (26. ledna 1947 v Saint-Brieuc – 16. července 1982 v Paříži) byl francouzský herec. Spolu s Gérardem Depardieu patřil v 70. letech k nejpopulárnějším mladým hercům. Na počátku kariéry používal jméno Patrick Maurin – podle své matky Madeleine Maurin, která byla rovněž herečkou. Dewaere spáchal ve věku 35 let sebevraždu.

## Život
Patrick Dewaere se narodil v rodině herců. Od roku 1968 spolupracoval s experimentálním divadlem Café de la Gare, kde poznal Gérarda Depardieu a Miou-Miou, svou pozdější dlouholetou životní partnerku a matku jejich dcery Angèle (* 1974). S nimi se objevil ve vedlejších rolích v mnoha filmech a velký úspěch zaznamenal v roce 1974 rolí ve filmu Les Valseuses (Buzíci). Ve svých rolích dlouhou dobu představoval typ rebelujícího mladíka, teprve v pozdějších filmech dostával i komediální či dramatické role. Velmi často spolupracoval s režisérem Bertrandem Blierem.
Patrick Dewaere patřil k nejtalentovanějším hercům své generace a v letech 1977-1982 byl pětkrát nominován na filmovou cenu César v kategorii nejlepší herec.
Jeho manželka Elsa, se kterou se oženil roku 1980, ho opustila v roce 1982 kvůli jeho příteli Coluchovi. Krátce na to se 16. července 1982 Dewaere zastřelil v pařížském hotelu. Byl pochován na hřbitově v Saint-Lambert-du-Lattay v rodinném hrobě.
V roce 1992 byl uveden dokumentární film Patrick Dewaere oceněný na Mezinárodním filmovém festivalu v Cannes. V roce 2008 byla na jeho počest pojmenována filmová cena udělovaná začínajícím hercům Prix Patrick Dewaere.

## Filmografie
- 1951 Pan Fabre
- 1955 La Madelon
- 1956 Je reviendrai à Kandara; Má mě rád, nemá mě rád
- 1957 Les Espions; The Happy Road
- 1958 Mimi Pinson; Misère et noblesse (TV film)
- 1959 Angélica... a... a (TV film)
- 1961 La Déesse d'or (TV seriál)
- 1964 Abonent na lince U (TV seriál)
- 1966 Paris brûle-t-il?
- 1967 Jean de la Tour miracle (TV seriál)
- 1971 La Maison sous les arbres; Manželé z roku II; La Vie sentimentale de Georges Le Tueur
- 1972 Belle
- 1973 La Dialectique peut-elle casser des briques?; Themroc
- 1974 Buzíci
- 1975 Au long de rivière Fango; Katrin a spol.; Lily, aime-moi; Nelítostný souboj; Žádný problém
- 1976 F... comme Fairbanks; Nejlepší způsob chůze; Vítězný pochod
- 1977 Hra na lásku; Soudce zvaný šerif
- 1978 La Clé sur la porte; Préparez vos mouchoirs
- 1979 Černá řada; Hlavička; Paco el seguro; Silnice Řím - Neapol neprůjezdná!
- 1980 Špatný syn
- 1981 Hasnoucí den; Les Matous sont romantiques; Otčím; Plein sud; Psy
- 1982 Paradis pour tous; Tisíc miliard dolarů